# 蒙古入侵印度
蒙古入侵印度是指1221年至1327年间，蒙古帝国、察合台汗国对印度次大陆发起的多次軍事行動；其中1303年蒙古人一度攻入舊德里，但被德里蘇丹國擊敗。這段時期的蒙古人始終未能征服印度，直至莫卧儿帝国時期才使其後裔入主印度。